# Bundanoon
Bundanoon (/ˈbʌndəˌnuːn/) est une ville australienne située dans le comté de Wingecarribee en Nouvelle-Galles du Sud. Sa population s'élève à 2 729 habitants en 2016.

## Géographie
La ville est située dans le sud du comté de Wingecarribee.

## Toponymie
Le nom de la ville est d'origine aborigène et signifie : « lieu de ravins profonds ».

## Histoire
La ville devient une destination touristique au début du XXe siècle; son caractère pittoresque et le paysage de ce qui est maintenant le parc national de Morton, combinés au fait d'être desservie par le réseau ferroviaire, en font un lieu de vacances agréable, pratique et économique pour les citadins. Cependant cet engouement s'affaiblit dans les années 1950 en raison des changements de style de vie, en particulier le développement de l'automobile.
En janvier 2020, la ville est touchée par les incendies qui ravagent le pays et plusieurs maisons sont détruites.

## Vie locale
Elle est connue pour son festival de musique appelé Brigadoon, organisé tous les ans au mois d'avril depuis 1977.
Depuis 2009, l'usage des bouteilles d'eau en plastique est interdit au profit de fontaines réparties dans la ville.